# Pouzolzia hirta
Pouzolzia hirta är en nässelväxtart som beskrevs av Justus Carl Hasskarl. Pouzolzia hirta ingår i släktet Pouzolzia och familjen nässelväxter. Utöver nominatformen finns också underarten P. h. parvifolia.